# Hoya ciliata
Hoya ciliata ist eine Pflanzenart der Gattung der Wachsblumen (Hoya) aus der Unterfamilie der Seidenpflanzengewächse (Asclepiadoideae). Sie wächst auf der Insel Mindanao (Philippinen).

## Merkmale
Hoya ciliata ist eine ausdauernde, terrestrische, kriechende oder seltener windend-kletternde Pflanze. Sie besitzt grüne, weiche, flexible flaumig-behaarte Triebe. Die Triebe sind rundlich im Querschnitt und haben einen Durchmesser von 0,4 bis 1,5 cm. Sie verzweigen sich wenig, können an der Basis verholzen und sind nur spärlich beblättert. Die Blätter sind gestielt, die Stiele sind fein flaumig-behaart und, 2 bis 2,5 cm lang. Die Blattspreiten sind gegenständig und im Wesentlichen beschränkt auf die frischen Triebe. Sie sind elliptisch bis eiförmig, sehr variabel in der Größe, bis 12 cm lang und 6 cm breit. Der Apex ist spitz bis zipfelig, die Basis ist breit gerundet. Die Blattspreiten sind steif und vergleichsweise dick. Die Oberseite ist dunkelgrün, wachsartig glänzend und spärlich mit Zilien besetzt. Die Mittelrippe ist eingesenkt. Die Blattaderung ist nur schwach sichtbar. Die Unterseite ist flach konkav, blass gelblichgrün und dicht mit Zilien besetzt. Die Blattränder sind eingewölbt. Die Blattaderung besteht aus 5 bis 7 gegeneinander versetzten, nahezu senkrecht von der Mittelrippe abgehenden Adern auf jeder Seite. Sie verzweigen sich vor den Blatträndern und verbinden sich untereinander (anastomosieren).
Der doldenförmige Blütenstand ist wenigblütig; enthält nur 3 bis 9 Blüten. Er steht aufrecht und besitzt eine plane Oberfläche. Die Blütenstandsstiele sind gebogen bis aufrecht. Sie entspringen unterhalb der Nodien. Sie sind grünlich, dicht mit Zilien besetzt und bis 5 cm lang. Die gebogenen bis fast geraden Blütenstiele sind im Durchschnitt 3 cm lang und spärlich mit Zilien besetzt. Die Kelchblätter sind breit-rundlich und 0,5 cm lang und 0,8 cm breit. Der zentrale Teil der Kelchblätter an der Basis ist ledrig, die Ränder sind durchscheinend und mit feinen Zilien besetzt. Die Blütenkrone hat einen Durchmesser von 2,5 cm. Die Kronblattzipfel sind im basalen Drittel verwachsen, die freien Zipfel sind länglich-dreieckig und stark zurück gebogen, etwa 45° aus der Waagrechten. Die Ränder sind ebenfalls zurück gebogen. Die Innenseite (= Oberseite) der Kronblattzipfel ist dunkelrot, braunrot bis fast schwarzrot und glänzend. Die Außenseite ist hellgrün, Innen- und Außenseite sind kahl. Die Nebenkrone sitzt der Blütenkrone wie ein Krönchen auf, die Nebenkronenzipfel sind etwa 45° aus der Waagrechten nach oben gebogen. Sie sind hellgrün, gelblich bis goldgelb und werden zur Mitte hin rötlich. Der Stiel der Nebenkrone ist sehr kurz und dick. Die Nebenkronenzipfel sind kurz rhomboidisch. Die äußeren Fortsätze sind deutlich höher als die inneren Fortsätze.
Das Pollinarium weist keulenförmige Pollinien auf, die 900 µm lang und 300 µm breit sind. Sie besitzen keinen durchsichtiger Rand. Das Corpusculum (auch Retinakulum genannt) ist grob rechteckig, 500 µm lang und 400 µm breit. Die Caudiculae sind verdreht und geflügelt, 500 µm lang und 200 µm breit.
Die Angaben zum Duft der Blüten sind widersprüchlich: sie duften nicht oder sie haben einen starken Moschusgeruch.

## Geographische Verbreitung und Habitat
Das Verbreitungsgebiet der Art ist bisher auf das Gebiet um den Berg Apo, Mindanao, Philippinen beschränkt. Sie wächst dort im tropischen Hügelland (1.500 feet = etwa 457 m über Meeresspiegel).

## Taxonomie
Der Holotypus wurde 1909 von Adolph Daniel Edward Elmer entlang des Baracatan Creek am Berg Apo in der Nähe von Davao City, Mindanao, Philippinen gefunden. Das Taxon wurde bereits 1938 von Elmer beschrieben. Allerdings war die Beschreibung nach den Regeln der Botanischen Nomenklatur ungültig. Die Beschreibung wurde 1986 von Christine M. Burton validiert. Material von Elmer wird im Herbarium der University of California Berkeley, Research Centre for Biology, Cibinong, Indonesia, und in der Harvard University, Cambridge,  Massachusetts, U.S.A. aufbewahrt. Kloppenburg hält Hoya pulgarensis Elmer nom. illegit. für ein Synonym. Die Datenbank Plant of the World online akzeptiert Hoya ciliata als gültiges Taxon.
Die Art bildet nach Wanntorp (2011) ein kleines Monophylum zusammen mit Hoya ariadna und Hoya affinis.